# دریاچه اشن
دریاچه اشن (ترکی استانبولی: Eşen Göleti) یک دریاچه در استان دنیزلی کشور ترکیه است.